# Bryum homalobolax
Bryum homalobolax là một loài rêu trong họ Bryaceae. Loài này được Müll. Hal. ex Renauld mô tả khoa học đầu tiên năm 1898.